# Aerobitch
Aerobitch fue un grupo de punk de Madrid (España). Empezaron en 1994 y se disolvieron en 2001. Grabaron varios álbumes y sencillos y colocaron varios temas en diferentes recopilatorios. Dieron conciertos por todo el territorio español y buena parte de Europa, donde fueron muy conocidos en los círculos del punk underground. En el 2021 lanzan su más reciente material, un EP titulado "Last Rites"

## Miembros
- Laura Bitch: voz.
- Rockaway Bitch: guitarra y coros.
- North Shore Bitch: bajo.
- Bitch the Kid: guitarra solista.
- Txetxar Bitch: batería/drummer

## Discografía

### Álbumes
- C´mon Cop Make My Day (Rumble, 1996). Reeditado en formato LP 10" por Punch en 1999.
- Time To Start Kickin´Ass (Punch, 1998). LP.
- Steamrolling (Punch, 2000). LP y CD. El LP contenía un tema más que el CD: «I don't care».
- An urge to play loud (People Like You, 2000). LP 10".

### EP
- Are You Ready? (Intensive Scare, 1999).
- Last Rites (Punch Records, 2021).

### Splits
- Aerobitch y Frogger: Revenge of the nerds (Punch, 1996). 7"..
- Aerobitch y Fast food: No Beer Left (Punch, 1996). 7".
- Aerobitch y Puñetazo: 13 steps to hell (Punch/No Tomorrow, 1998). LP 10".
- Aerobitch y Loudmouths: Shock And Acceleration (Punch, 1998). 7".
- Aerobitch y The Dialtones: Aerobitch vs. The Dialtones (Beluga, 1999). 7".

### Participaciones en Recopilatorios
- «Lights out» y «Stupid jerk» en Regreso A Samoa. Homenaje Angry Samoans (Punch, 1996). 7".
- «J.F girl» en Freak Town (Subterfuge, 1996). LP y CD.
- «My little drummer» en El Ataque De La Gente N.O.T. (N.O.T., 1996). CD recopilatorio del sello N.O.T.
- «I drink it all» en Loose Drive (RPM, 1997). CD.
- «Puedes sentirlo» en Banquete Para Ellos. Tributo A Burning (No Tomorrow, 1997). CD.
- «Your radio» y «Not guilty» en They´re Playing Punk Rock (Wild Punk, 1997). CD.
- «How many times» en Weird Waxed And Wired! (Radio Blast/Ox Fanzine, 1998). Doble LP.
- «I drink it all» en Get Up For Rock´n`Roll (Bad Elvis/The Thing, 1998). CD.
- «How Many Times» en Rock Sound (Rock Sound 1998). CD elaborado por la revista musical Rock Sound.
- «You» en No Tomorrow 1993-1998 (No Tomorrow, 1998). CD.
- «This is killin´ me» en Las Chicas Cantan (La Comictiva, 1999). CD.
- «Holy smoke» en Transilvania 666. Tributo A Iron Maiden (Locomotive, 1999). CD.
- «Steamroller Blues» en Short Music for Short People (Fat Wreck Chords, 1999). LP y CD. (Una versión más corta que la que es incluida en el álbum Time To Start Kickin´Ass)
- «We can do it better» en Resurrección Hardcore (Resurrección, 2000). CD elaborado por el sello Resurrección.
- «No quedan grupos de Rock» en Tren Con Destino Al Infierno, Tributo A Eskorbuto (Klub Eskorbuto, 2000). CD.
- «We can do it better» en Never Trust A Punk Vol. 2 (Rumble, 2000). CD.
- «You lie» en Moloko Plus 15 Cd (Moloko, 2000). CD.